# Doreen Lawrence, Baroness Lawrence of Clarendon

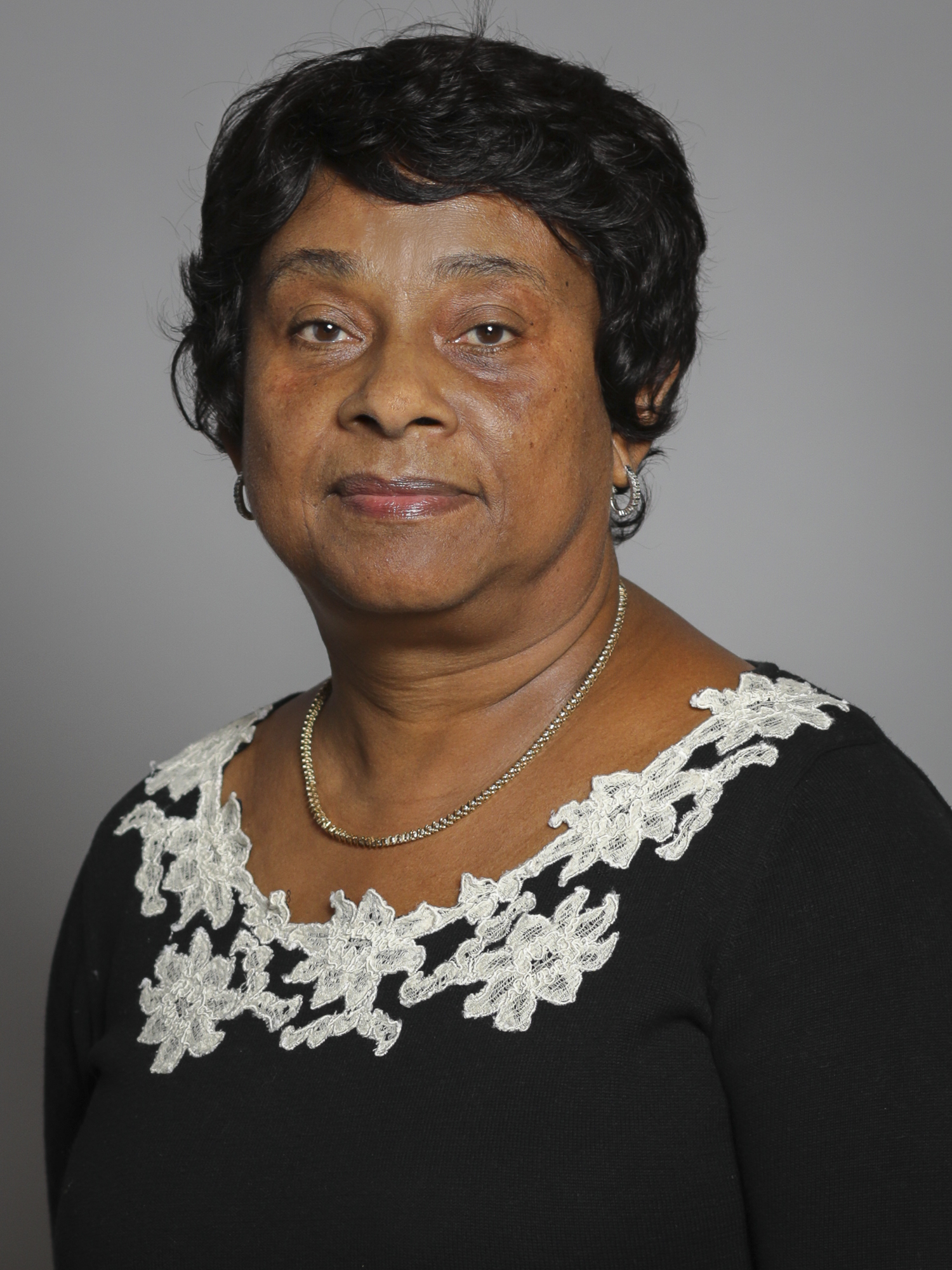
Doreen Lawrence 2019

Doreen Delceita Lawrence, Baroness Lawrence of Clarendon, OBE (* 24. Oktober 1952 in Clarendon, Jamaika) ist eine jamaikanisch-britische Bürgerrechtlerin, Menschenrechtlerin und Politikerin der Labour Party. Seit September 2013 ist sie als Life Peer Mitglied des House of Lords.

## Leben

### Herkunft und Familie
Doreen Lawrence, die in Jamaika geboren wurde, kam 1962 im Alter von neun Jahren nach Großbritannien. Sie besuchte die Schule in South East London. Nach ihrem Schulabschluss arbeitete sie zunächst in einer Bank. 1970 lernte sie in South London ihren späteren Ehemann Neville Lawrence kennen; dieser war 1960 ebenfalls aus Jamaika nach Großbritannien gekommen. 1972 folgte die Heirat im Lewisham Register Office in Lewisham. Im September 1974 wurde ihr gemeinsamer Sohn, Stephen Lawrence, geboren. Er war das älteste von drei Kindern. Die Familie lebte damals in Plumstead. Aus der Ehe gingen zwei weitere Kinder hervor, ein Sohn, Stuart, und eine Tochter, Georgina. Sie arbeitete später als Hilfslehrerin in der Schule ihrer Tochter Georgina und erwarb ein Diplom als Lehrerin für Kinder und Jugendliche mit Lernbehinderungen (Special Needs Teacher). Die Ehe von Doreen und Neville Lawrence wurde 1999 geschieden.

### Ermordung von Stephen Lawrence
Doreen Lawrence's Sohn Stephen studierte Verfahrenskunde (Technology) und Physik an der Blackheath Bluecoat Church of England School sowie Englische Sprache und Literaturwissenschaft am Woolwich College; er wollte Architekt werden. Im April 1993 wurde Stephen Lawrence Opfer eines von mehreren Tätern gemeinschaftlich durchgeführten, aus rassistischen Motiven erfolgten, Gewaltanschlags; er wurde an einer Bushaltestelle erstochen. Im Juli 1997 wurde auf Veranlassung von Jack Straw, dem damaligen britischen Innenminister, eine offizielle Untersuchung des Mordes an Stephen Lawrence angeordnet, die sog. The Stephen Lawrence Inquiry. Den Vorsitz führte Sir William MacPherson. In der Anhörung zur Untersuchung des Anschlags warfen Doreen Lawrence und ihr Ehemann Neville der Metropolitan Police Versäumnisse und Fehler bei der Untersuchung des Mordanschlags vor; insbesondere wiesen sie auf Inkompetenz und Rassismus innerhalb der Polizeibehörde hin. Die ermittelnden Polizeibeamten hätten sie und ihren Ehemann wie „gutgläubige, naive Dummköpfe“ behandelt und bevormundet, erklärte Lawrence. Im Februar 1999 wurde das Ergebnis des Untersuchungsberichts veröffentlicht. Der Bericht kam zu der Schlussfolgerung, dass die Metropolitan Police „institutionell rassistisch“ (institutionally racist) ausgerichtet sei; dies sei einer der Hauptgründe für das Scheitern der Ermittlungen gewesen.

### Kampf gegen Rassismus
Nach dem Tod ihres Sohnes und dem Ergebnis des Untersuchungsberichts widmete sich Lawrence hauptsächlich dem Kampf um Gerechtigkeit für ihren Sohn und dem gesellschaftlichen Kampf gegen Rassismus. Sie war Mitglied in verschiedenen Ausschüssen und Gremien des britischen Home Office und des Metropolitan Police Service. Sie wirkte bei Reformen des Polizeisystems mit.
1998 gründete sie, gemeinsam mit ihrem Ehemann Neville Lawrence, die Hilfsorganisation The Stephen Lawrence Charitable Trust, um im Namen ihres Sohnes einen Beitrag zur Verbesserung der Lebensumstände von Jugendlichen zu leisten. Die Organisation widmet sich insbesondere der Förderung und Betreuung von Jugendlichen mit schwierigem familiären Hintergrund und aus sozialen Brennpunkten, sowie Schulabbrechern und arbeitslosen Jugendlichen. Lawrence ist Mitglied im Board und Council der Menschenrechtsorganisation Liberty. Sie ist außerdem Schirmherrin (Patron) der Hilfsorganisation Stop Hate UK; diese setzt sich insbesondere für die Bekämpfung von Rassenhass und Gewalt aus rassistischen Motiven ein.

## Mitgliedschaft im House of Lords
Im Juli 2013 wurde bekanntgegeben, dass Lawrence, in Anerkennung ihrer Wohltätigkeitsarbeit, zum Life Peer ernannt und für die Labour Party Mitglied des House of Lords werden sollte. Sie wurde als sog. „Working Peer“ berufen. Am 6. September 2013 wurde sie mit dem Titel Baroness Lawrence of Clarendon, of Clarendon in the Commonwealth Realm of Jamaica, zum Life Peer erhoben und ist dadurch seither Mitglied des House of Lords. Der Titel gehört zu den seltenen Titeln, da er auf einen Ort und ein Land im Commonwealth, also außerhalb des Vereinigten Königreichs, Bezug nimmt. Clarendon hat dabei eine doppelte persönliche Implikation: es ist der Geburtsort von Lawrence und gleichzeitig der Ort, an dem Stephen Lawrence in Jamaika, der Heimat seiner Eltern, begraben wurde. Am 15. Oktober 2013 wurde sie, mit Unterstützung von Floella Benjamin, Baroness Benjamin und Paul Boateng, Baron Boateng, offiziell ins House of Lords eingeführt.

## Auszeichnungen und Ehrungen
2003 wurde Lawrence zum Officer des Order of the British Empire ernannt, in Anerkennung ihres Einsatzes für das Gemeinwesen („for services to community relations“).
Am 27. Juli 2012 nahm Lawrence an der Eröffnungsfeier der Olympischen Spiele teil; sie gehörte u. a. neben UN-Generalsekretär Ban Ki Moon, dem Dirigenten Daniel Barenboim, der Kanzlerin der Oxford Brookes University Shami Chakrabarti zu den insgesamt acht Persönlichkeiten des öffentlichen Lebens, die die olympische Flagge ins Stadion trugen.
Im Oktober 2012 erhielt sie den Preis für ihr Lebenswerk (Lifetime Achievement Award) bei den Pride of Britain Awards.